# Hiromasa Fujimori
Hiromasa Fujimori –en japonés, 藤森太将, Fujimori Hiromasa– (Yokohama, 7 de agosto de 1991) es un deportista japonés que compite en natación.
Ganó dos medallas de bronce en el Campeonato Mundial de Natación en Piscina Corta de 2018, en las pruebas de 100 m estilos y 200 m estilos. Participó en los Juegos Olímpicos de Tokio 2020, ocupando el cuarto lugar en la prueba de 200 m estilos.

## Palmarés internacional
| Campeonato Mundial en Piscina Corta | Campeonato Mundial en Piscina Corta | Campeonato Mundial en Piscina Corta | Campeonato Mundial en Piscina Corta |
| Año                                 | Lugar                               | Medalla                             | Prueba                              |
| ----------------------------------- | ----------------------------------- | ----------------------------------- | ----------------------------------- |
| 2018                                | Hangzhou (China)                    | Medalla de bronce                   | 100 m estilos                       |
| 2018                                | Hangzhou (China)                    | Medalla de bronce                   | 200 m estilos                       |